# Herb gminy Stara Kiszewa
Herb gminy Stara Kiszewa – symbol gminy Stara Kiszewa w postaci herbu.

## Wygląd i symbolika
Herb przedstawia na tarczy szczątki krat z ceglanym murem (symbolizujące historyczną zabudowę), a przed nimi dwa złote kłosy z 20 ziarnami (przypominające o rolniczych wsiach sołeckich). W tle znajduje się niebieska rzeczka i złoty krzyż, czyli elementy przeniesione z herbu starostów Kiszewskich – Skórzewskich. 